# Dieter von Essen
Dieter von Essen (* 18. Juli 1962 in Oldenburg) ist ein deutscher Kommunalpolitiker (CDU). Vom 1. November 2011 bis zum 31. Oktober 2019 war er  Bürgermeister der Gemeinde Rastede. Seit Dezember 2019 ist von Essen Ehrenratsmitglied.

## Biografie

### Berufsleben
Von Essen hat an der Niedersächsischen Fachhochschule für Verwaltung und Rechtspflege in Oldenburg studiert und ist Dipl.-Verwaltungswirt. Von Essen war von 1978 bis 2011 bei der Gemeinde Wiefelstede beschäftigt, wo er seit 2002 Führungspositionen innehatte und zuletzt von 2009 bis 2011 Leiter des Fachbereichs Innere Dienste und Bürgerservice war. Anschließend war von Essen acht Jahre lang hauptamtlicher Bürgermeister der Gemeinde Rastede.

### Kommunalpolitik
Vor seiner Amtszeit als Bürgermeister war von Essen von 2001 bis 2011 ehrenamtlicher erster stellvertretender Bürgermeister der Gemeinde Rastede. Von 2006 bis 2011 war er auch Vorsitzender der CDU-Fraktion im Rasteder Gemeinderat.
Von 2001 bis 2011 war von Essen zudem Kreistagsabgeordneter beim Landkreis Ammerland.
Im Januar 2011 wurde er von der CDU für die Wahl zum Bürgermeister der Gemeinde Rastede nominiert und erhielt auch eine Wahlempfehlung seitens der FDP. Bei der Bürgermeisterwahl am 11. September 2011 wurde er mit 5531 (54,14 %) der Stimmen bei einer Wahlbeteiligung von 60,84 % gewählt.

### Privatleben
Von Essen ist verheiratet, hat drei Kinder und wohnt in Rastede im Ortsteil Lehmdermoor.